# Hola Prystan'
Hola Prystan' (in ucraino Гола Пристань?; in russo Голая Пристань?, Golaja Pristan') è una città ucraina (13 544 abitanti), nel distretto di Skadovs'k, nell'oblast' di Cherson. Ospita l'amministrazione della comunità territoriale di Hola Prystan', una delle comunità territoriali dell'Ucraina.
Fino al 18 luglio 2020, Hola Prystan' era classificata come città di rilevanza regionale e fungeva da centro amministrativo del distretto di Hola Prystan', sebbene non appartenesse al distretto. Come parte della riforma amministrativa dell'Ucraina, che ha ridotto a cinque il numero di distretti dell'oblast' di Cherson, la città è stata fusa nel distretto di Skadovs'k.